# Shiina Ringo
Yumiko Shiina (椎名 裕美子, nascuda el 25 de novembre de 1978), coneguda pel seu nom artístic Shiina Ringo, és una cantant, compositora i música japonesa. També va ser la fundadora i vocalista principal de la banda Tokyo Jihen mentre va estar en actiu.

## Carrera primerenca en solitari
Na Yumiko Shiina es va presentar com a Shiina Ringo per primera vegada en una audició el 1996, quan tenia 18 anys. En el su nom va imitar l'estil de l'autor de manga preferit, Sensha Yoshida, al combinar el nom d'un simple objecte amb el seu propi: Sensha vol dir 'tanc', i Ringo vol dir 'poma'. A més, ha mencionat que 'ringo' era quelcom que l'havien anomenat a l'escola degut a la freqüència amb la que tenia les galtes vermelles.
El seu primer senzill, "Kōfukuron", es va publicar el maig de 1998. El primer gran èxit va arribar amb el seu tercer senzill, "Koko de Kiss Shite". Tot seguit va llençar el primer àlbum, Muzai Moratorium, amb molt bona rebuda. "Gips" havia de ser el següent senzill, però quan Sheena va haver de cancel·lar la gravació a causa d'una malaltia, "Honnō" va ser llançat com el quart senzill. Sheena va triar un hospital com a escenari per al vídeo musical de "Honnō".
El cinquè i sisè senzills, "Gips" i "Tsumi to Batsu", van ser llançats al mateix temps per evitar la superposició amb el llançament del seu segon àlbum, "Shōso Strip", el març de 2000.
Sheena havia indicat inicialment que es retiraria com a "Sheena Ringo" quan hagués publicat tres àlbums. En el moment en què es va publicar el segon àlbum, estava entre les tres millors artistes femenines japoneses, juntament amb Hikaru Utada i Ayumi Hamasaki, pel que fa a popularitat i ingressos anuals. No obstant això, se sentia incòmoda en ser considerada com una icona, i volia que la seva carrera s'ampliés més del corrent principal. Quan va començar a produir el seu tercer àlbum sota el títol provisional "Fushigi, Waizatsu, Ekisentorikku (不思議・猥雑・エキセントリック, Wonder, Vulgar, Excentric)" va voler convertir-lo en el seu últim àlbum en solitari.
Va llançar el senzill "Mayonaka wa Junketsu" al març de 2001, amb la intenció d'incloure'l en un tercer àlbum. El vídeo musical es va crear amb un estil d'anime retro que representava a Ringo com una mena d'heroïna de pel·lícules d'espies de mitjans dels anys 60. El 2002, va llançar un àlbum de portada multilingüe de dos discos Utaite Myōri: Sono Ichi. Com que va sentir que un àlbum de portada no comptava com un àlbum de bona fe, va començar a treballar en el seu tercer àlbum original.
El 2003, va llançar el seu tercer àlbum, titulat Kalk Samen Kuri no Hana.
Cap a la conclusió de la seva carrera en solitari, va llançar el seu últim senzill en solitari, "Ringo no Uta" ("Cançó de poma"), que va ser adoptat pel programa de televisió nacional de cançons infantils Minna no Uta. Aquesta cançó tenia un resum de la seva carrera i el vídeo musical incloïa referències a tots els seus vídeos anteriors.
El 2004, Sheena va assumir el paper de directora musical per a l'obra teatral KKP (Kentaro Kobayashi Produce) No. 004 Lens, que es basa en la història del seu curtmetratge Tanpen Kinema Hyaku-Iro Megane.

## Tòquio Jihen
El 31 de maig de 2004, Sheena va formar una banda anomenada Tokyo Jihen (Tokyo Jihen, lit.Tokyo Incidents).
La formació original de Tokyo Jihen incloïa Ringo Sheena (veu, guitarra, melòdica), Mikio Hirama (guitarra, cors); Seiji Kameda (Vocabulari anglès, Kameda Seiji) (baix); H Zett M (estilitzat com H ZETT M), també conegut com Masayuki Hiizumi (Piano, Hiizumi Masayuki, de Jazz Instrumental Band Pe'z), (teclat/piano); i Toshiki Hata (Introducció, Hata Toshiki) (bateria). La banda es va presentar per primera vegada a la gira Sugoroku Ecstasy de Sheena i també apareix al DVD Electric Mole de Sheena.
Hiizumi i Hirama van deixar Tokyo Jihen el juliol de 2005, i la banda va seleccionar dos nous membres: Ryosuke Nagaoka (Drifting Cloud), a la guitarra i cors, i Keitarō Izawa Ichiyo Izawa (Izawa Keitarō), també conegut com Ichiyo Izawa (Izawa Ichiyō), als teclats el setembre de 2005. La banda va llançar el seu segon àlbum amb la nova formació el gener de 2006 i va fer dos concerts, a l'Osaka-Jo Hall d'Osaka i al Budokan de Tòquio, al febrer.

## Represa del treball en solitari
A finals de 2006, Ringo va anunciar que reprendria el treball com a solista com a directora musical de la pel·lícula Sakuran de 2007. L'àlbum Heisei Fūzoku (2007) és la banda sonora d'aquesta pel·lícula. El violinista Neko Saitō i la banda Soil & "Pimp" Sessions apareixen a l'àlbum. Una cançó amb ella i Soil, "Karisome Otome (Death Jazz version)" va ser llançada a iTunes Japan exclusivament l'11 de novembre de 2006. Va arribar al cim de les llistes i va romandre allí durant dies.
El juny de 2007, se li va demanar a Sheena que compongués música per al kabuki Sannin Kichisa de Kanzaburo Nakamura. Ella va compondre el tema final i alguna altra música.
El setembre de 2008, Sheena va proporcionar a la banda de nois japonesa Tokio dues cançons per als seus senzills.
El febrer de 2009, Sheena havia escrit música per al duet de rock japonès Puffy AmiYumi. El membre del duet, Ami, va ser presentat a Sheena per Hikaru Utada. Ami és un fan de la música de Sheena, cosa que va suposar la seva amistat junts.
El març de 2009, Sheena Ringo va rebre el Premi de Belles Arts nouvinguda en la categoria de Cultura Popular del Ministeri d'Educació, Cultura, Esports, Ciència i Tecnologia. Al maig del mateix any, Sheena va llançar un senzill en solitari titulat "Ariamaru Tomi", que es va utilitzar com a tema principal del drama de televisió Smile. Al juny, Sheena va llançar el seu àlbum en solitari titulat "Sanmon Gossip" després d'una llarga pausa. El 2 de desembre de 2009, Sheena va llançar el senzill "Nōdōteki Sanpunkan" amb Tokyo Jihen després d'un interval d'uns dos anys.
Sheena va proporcionar una versió de "Uta" per a l'àlbum tribut a Buck-Tick del 29 de gener de 2020 Parade III ~Respective Tracks of Buck-Tick~.

## Estil de cant i escriptura de cançons
Sheena és una músic i compositora consumada que escriu música que abasta nombrosos gèneres. És coneguda per la seva excentricitat, fent rodar les "r" i creant vídeos musicals promocionals amb visuals sorprenents.
Va admirar la veu d'Eddi Reader, però va sentir que la seva pròpia veu no era tan clara i sonava ronca. Va admirar el cant de Janis Ian i va escriure "Seventeen" en homenatge a "At Seventeen" d'Ian. Més tard va cobrir "Love Is Blind". Escolta molts gèneres musicals. En el moment del seu debut, té deu pàgines ben escrites de llistes dels seus músics preferits. Inclouen diversos gèneres com la música clàssica, la música popular japonesa i nord-americana dels anys 50 i 60, el rock contemporani i la banda local Fukuoka.
Toca principalment la guitarra rítmica, però toca altres instruments musicals. Durant els espectacles en directe, de vegades toca el piano i de vegades el baix. Durant l'enregistrament, de vegades toca el piano i la bateria, i de vegades utilitza instruments musicals poc comuns com una melòdica i un shamisen.

## Nom artistic
A la seva audició el 1996, es va presentar com "Sheena Ringo" per primera vegada. "Ringo" significa "poma" en japonès. Va dir que "Ringo" s'originava pel seu sobrenom de classe quan sovint es posava vermella en públic, i pel baterista dels Beatles Ringo Starr.
Recentment va declarar que va seguir el nom del seu nom de ploma de la seva artista de manga favorita, Sensha Yoshida. El seu primer nom és només el nom d'un objecte com Ringo ("Sensha" en aquest cas significa "tanc" en anglès). Va pensar que aquells que van escoltar el seu nom es sorprendrien per això.

## En la cultura popular
La guitarra Duesenberg Starplayer que Sheena ha utilitzat va registrar les vendes històriques d'uns 1000 conjunts al Japó l'any 2000.
El nom de Sheena apareixia sovint als llibres, pel·lícules, drames de televisió i cançons, com ara la pel·lícula japonesa All About Lily Chou-Chou (amb The Beatles, Björk i UA), la cançó de Maximum the Hormone "Sheena basu tei de matsu". El senzill "Idome" de Kreva, la pel·lícula japonesa Linda Linda Linda, el drama de televisió Furuhata Ninzaburō, la sèrie final, el llibre de Taro Aso, que és el 92è primer ministre del Japó Totetsumonai Nihon (com a cantant representant de Jpop amb Hikaru Utada).
I-No, un personatge de la sèrie de jocs de lluita Guilty Gear, està inspirat en Sheena, maneja una guitarra similar com a arma i comparteix el seu aniversari.

## Recepció
Lenny Kravitz va declarar que admirava el vídeo musical de Sheena i tant la seva manera de fer música com la presentació, i va dir que volia conèixer-la l'any 2000. Quan Courtney Love va visitar el Japó l'any 2001, l'editor de la revista musical de rockin'on li va recomanar diverses cantants de rock japoneses. Sheena i Seagull Screaming Kiss Her Kiss Her van ser escollides per Love, però Courtney Love no va tenir èxit en els seus esforços per contactar amb Sheena. El cantautor britànic Mika va mencionar Sheena com un dels seus artistes japonesos preferits (al costat de Puffy AmiYumi, The Yellow Monkey, Yōko Kanno i els Yoshida Brothers) en diverses entrevistes durant la seva visita al Japó el 2007. Jack Barnett de These New Puritans, que estava de visita al Japó per al festival Summer Sonic 2008, va dir en una entrevista que era un gran fan de Ringo Sheena i va comprar totes les seves obres mentre ell era allà, ja que no estaven disponibles al Regne Unit.
El seu tercer àlbum, "Kalk Samen Kuri no Hana", va ocupar el segon lloc a la llista de CNN International Asia de la "música japonesa més subestimada dels anys 2000 de l'última dècada" el 22 de desembre de 2009. Sheena també va rebre una menció a The Guardian com una de les artistes del Japó que "mereixen ser vista i escoltada a l'oest" el 2010. El març de 2020, l'àlbum va ocupar el vuitè lloc per qualsevol artista del Japó.

## Premis
| Any  | Ceremonia                  | Premi                      | Treball Nominat      |
| ---- | -------------------------- | -------------------------- | -------------------- |
| 1999 | SPACE SHOWER MVA           | BEST FEMALE VIDEO          | Honnō                |
| 2000 | 42nd Japan Record Award    | Best Album Award           | Shōso Strip          |
| 2000 | SPACE SHOWER MVA           | BEST FEMALE VIDEO          | Tsumi to Batsu       |
| 2000 | Japan Gold Disc Award      | ROCK ALBUM OF THE YEAR     | Muzai Moratorium     |
| 2001 | Japan Gold Disc Award      | ROCK ALBUM OF THE YEAR     | Shōso Strip          |
| 2002 | SPACE SHOWER MVA           | BEST FEMALE VIDEO          | Mayonaka wa Junketsu |
| 2002 | SPACE SHOWER MVA           | BEST WEB SITE by beatrip   |                      |
| 2004 | 18th Japan Gold Disc Award | Music Video of the Year    |                      |
| 2004 | SPACE SHOWER MVA           | BEST ART DIRECTION VIDEO   | Stem                 |
| 2005 | SPACE SHOWER MVA           | BEST GROUP VIDEO           | Gunjō Biyori         |
| 2008 | 31st Japan Academy Award   | Music Award                | Sakuran              |
| 2008 | SPACE SHOWER MVA           | BEST TECHNICAL WORKS VIDEO | Killer-tune          |
| 2009 | Art Award Newcomer Award   | Art Award                  |                      |
| 2010 | Space Shower Music Awards  | BEST ARTIST                |                      |
| 2010 | Space Shower Music Awards  | BEST FEMALE VIDEO          |                      |
| 2010 | CD Shop Awards             | Finalist Award             | Sanmon Gossip        |
| 2012 | SPACE SHOWER MUSIC AWARDS  | BEST ARTIST                | Tokyo Jihen          |
| 2015 | MTV VMAJ                   | Best Female Video -Japan-  |                      |
| 2015 | CD shop awards             | Finalist Award             | Hi Izuru Tokoro      |
| 2015 | Music Jacket Award         | Grand Prix                 |                      |
| 2016 | SPACE SHOWER MUSIC AWARDS  | Best Female Artist         | The Narrow Way       |

## Vida personal
El germà gran de Sheena, Junpei Shiina, és un músic de R&B, que va debutar l'any 2000 amb Sony. Des de 2006, ha estat gestionat per Kronekodow, l'agència de gestió personal de Sheena. La parella ha col·laborat musicalment diverses vegades. El 2002, van cobrir tres cançons en anglès: "The Onion Song" de Marvin Gaye per a l'àlbum Utaite Myōri de Sheena, "Where Is the Love" (interpretada originalment per Roberta Flack i Donny Hathaway) per a l'àlbum Discover de Junpei Shiina i "Georgy Porgy" de Toto. ." Aquest últim va ser gravat com a part d'una unitat especial anomenada Yokoshima, amb Jumpei Shiina als teclats i Ringo Sheena al cor. El 2007, la parella va cantar un duet al seu senzill "Kono Yo no Kagiri".
Al novembre de 2000, Sheena es va casar amb el guitarrista Junji Yayoshi, que era membre de la seva banda de suport Gyakutai Glycogen. Sheena va donar a llum un fill el juliol de 2001. La parella es va divorciar més tard el gener de 2002.
El setembre de 2013, la revista de xafarderies Josei Jishin va publicar un article que la relacionava sentimentalment amb el director musical Yuichi Kodama i afirmava que en secret estava donant a llum el seu segon fill. Sheena va abordar aquests rumors públicament durant els seus concerts de Tōtaikai el novembre de 2013, anunciant que va donar a llum a la primavera de 2013 una nena. Com que això estava a prop del llançament del seu senzill "Irohanihoheto/Kodoku no Akatsuki", ella no va creure que era apropiat vincular el naixement de la seva filla amb promocions solteres, així que va decidir no anunciar-ho en aquell moment. Les imatges del seu anunci es van publicar al seu DVD Tōtaikai el març de 2014.

## Instruments musicals
| Tipus                | Model                                    | Color                                          | Notes |
| -------------------- | ---------------------------------------- | ---------------------------------------------- | --- |
| Electric guitars     | Duesenberg Starplayer II                 | surf green                                     | El va comprar a terminis mentre encara era amateur.. |
| Electric guitars     | Duesenberg Starplayer TV                 | silver sparkle                                 | |
| Electric guitars     | Duesenberg Starplayer TV                 | surf green                                     | |
| Electric guitars     | Duesenberg Starplayer TV                 | patró de quadres negre i daurat amb fulla d'or | El seu model de signatura, "Ichimatsu (市松)". Es va vendre com a edició limitada per al 5è aniversari de Sheena Ringo.                                                                           |
| Electric guitars     | Duesenberg V-Caster                      | vintage white                                  | |
| Electric guitars     | Duesenberg Rocket                        | black and white                                | |
| Electric guitars     | Fender Jaguar Special                    |                                                | Fabricat per Fender Japan |
| Electric guitars     | Fender Telecaster                        |                                                | Fender a mida per Fender Japan |
| Electric guitars     | Fender Stratocaster Jimi Hendrix tribute |                                                | |
| Electric guitars     | Gibson Firebird                          |                                                | |
| Electric guitars     | Gibson Flying V                          | antique natural                                | |
| Electric guitars     | Gibson RD Artist                         | natural                                        | Recommended by Ukigumo |
| Electric guitars     | Nagare                                   | blue                                           | Aquesta guitarra està basada en la Fender Jazzmaster, i està equipada amb una bombeta perquè llueixi mentre toca.                                                                                 |
| Electric guitars     | Rickenbacker 620                         | jetglo                                         | La va comprar amb els seus primers drets d'autor. |
| Electric guitars     | Tele Phantom                             | red                                            | Fet per Songbird Guitar. Aquesta guitarra utilitza "Vox (equip musical) Phantom mark VI" com a motiu, i l'estructura és Telecaster. És el mateix model de guitarra que Ukigumo excepte pel color. |
| Acoustic guitars     | K.Yairi FK-1J                            |                                                | |
| Bass guitars         | Danelectro 58 Longhorn                   | aqua burst                                     | |
| Amplifiers           | Orange Overdrive OR412                   |                                                | Va començar a utilitzar això sota la influència de Susumu Nishikawa que era el seu guitarrista de sessió als primers dies.                                                                        |
| Effects units        | Pro Co RAT2                              |                                                | |
| Keyboard instruments | Toy piano                                |                                                | La va utilitzar a la gira "Senko Ecstasy". |
| Keyboard instruments | Melodica                                 |                                                | La va utilitzar a la gira "Dynamite Out". |

## Discografia
- Muzai Moratorium (1999)
- Shōso Strip (2000)
- Utaite Myōri (2002)
- Kalk Samen Kuri no Hana (2003)
- Heisei Fūzoku (2007)
- Sanmon Gossip (2009)
- Gyakuyunyū: Kōwankyoku (2014)
- Hi Izuru Tokoro (2014)
- Gyakuyunyū: Kōkūkyoku (2017)
- Gyakuyunyū: Kōkūkyoku (2017)

## Concerts i gires
Gires
- Senkō Ecstasy (先攻エクスタシー; 1999)
- Manabiya Ecstasy (学舎エクスタシー; 1999)
- Gekokujō Xstasy (2000)
- Gokiritsu Japon (2000)
- Sugoroku Ecstasy (2003)
- Dai Ikkai Ringo-han Taikai: Adults Only (2005)
- (Nama) Ringo-haku '08: Jūshūnen Kinen-sai ((生)林檎博'08 ～10周年記念祭～; 2008)
- Tōtaikai: Heisei Nijūgo-nen Kaneyama-chō Taikai (党大会 平成二十五年神山町大会; 2013)
- Hantaikai: Heisei Nijūgo-nen Hamarikyū Taikai (班大会 平成二十五年浜離宮大会; 2013)
- Chotto Shita Recohatsu 2014 (ちょっとしたレコ発 2014; 2014)
- Ringo Haku '14: Toshionna no Gyakushū (林檎博'14 ～年女の逆襲～; 2014)
- Shiina Ringo to Kyatsura ga Yuku Hyakkiyakō 2015 (椎名林檎と彼奴等がゆく 百鬼夜行2015; 2015)
- Shiina Ringo to Kyatsura no Iru Shinkūchitai (椎名林檎と彼奴等の居る真空地帯-AIRPOCKET-; 2018)
- (Nama) Ringo Haku' 18: Fuwaku no Yoyū ((生)林檎博'18 ～不惑の余裕～; 2018)

Concerts puntuals
- Zazen Ecstasy (2000)
- Baishō Ecstasy (賣笑エクスタシー; 2003)